# Русија на Светском првенству у атлетици у дворани 2012.
Русија је једанаести пут учествовала на Светском првенству у атлетици у дворани 2012. одржаном у Истанбулу од 9. до 11. марта. Пријављено је 42 учесника (17 мушкарца и 25 жена), који су се такмичили у 23 дисциплине (10 мушких и 13 женских).
На овом првенству Русија је са 9 освојених медаља (једна златна, три сребрне и 5 бронзаних) заузела пето место место. Нових националних рекорда није било, а постигнуто је 8 личних рекорда и 5 најбољих личних резултата сезоне.
У табели успешности према броју и пласману такмичара који су учествовали у финалним такмичењима (првих 8 такмичара) Русија је са 21 учесником и 100 бодова, освојила друго место.
| Плас. | Земља  | 1. место | 2. место | 3. место | 4. место | 5. место | 6. место | 7. место | 8. место | Бр. финал. | Бод. |
| ----- | ------ | -------- | -------- | -------- | -------- | -------- | -------- | -------- | -------- | ---------- | ---- |
| 2.    | Русија | 1        | 3        | 5        | 3        | 4        | 2        | 1        | 2        | 21         | 100  |

## Учесници
Пријављен је 42 такмичара (17 мушкараца и 25 жена). 
| Дисциплина   | Спортисти                                                         | Спортисти                                                               |
| Дисциплина   | Мушкарци                                                          | Жене                                                                    |
| ------------ | ----------------------------------------------------------------- | ----------------------------------------------------------------------- |
| 60 м         |                                                                   | Јекатерина Филатова                                                     |
| 400 м        | Валентин Кругљаков Максим Александренко                           | Александра Федорива Ирина Давидова                                      |
| 800 м        |                                                                   | Јелена Котулска Јулија Русанова                                         |
| 1.500 м      | Јегор Николајев                                                   | Јелена Аржакова                                                         |
| 3.000 м      |                                                                   | Кристина Халејева Јулија Васиљева                                       |
| 60 м препоне | Константин Шабанов Јевгениј Борисов                               | Јекатерина Галицка Светлана Топилина                                    |
| 4 x 400 м    | Сергеј Петухов Валентин Кругљаков Семјен Голубев Владислав Фролов | Јулија Гушчина Ксенија Усталова Марина Карнаушенко Александра Федорива1 |

| Дисциплина   | Спортисти                     | Спортисти                             |
| Дисциплина   | Мушкарци                      | Жене                                  |
| ------------ | ----------------------------- | ------------------------------------- |
| Скок увис    | Иван Ухов Андреј Силнов       | Ана Чичерова Ирина Гордејева          |
| Скок мотком  | Дмитриј Стародупцев           | Јелена Исинбајева Анастасија Савченко |
| Скок удаљ    | Александар Мењков             | Дарија Клишина Јелена Соколова        |
| Троскок      | Љукман Адамс                  | Ана Крилова Викторија Ваљукјевич      |
| Бацање кугле | Иван Јушков Максим Сидоров    | Јевгенија Колодко Ирина Тарасова      |
| Седмобој     | Артем Лукјаненко Иља Шкурењов |                                       |
| Петобој      |                               | Татјана Чернова Јекатерина Бољшова    |

## Освајачи медаља (9)

### Злато (1)
- Јелена Исинбајева — Скок мотком

### Сребро (3)
- Андреј Сиљнов — Скок увис
- Ана Чичерова — Скок увис
- Александра Федорива — 400 м

### Бронза (5)
- Иван Ухов — Скок увис
- Александар Мењков — Скок удаљ
- Љукман Адамс — Троскок
- Јулија Гушчина, Ксенија Усталова 
 Марина Карнаушенко, Александра Федорива — Штафета 4 х 400 метара
- Артем Лукјаненко — седмобој

## Резултати

### Мушкарци
| Атлетичар                                                           | Дисциплина   | Лични рекорд | Квалификације | Квалификације      | Полуфинале           | Полуфинале           | Финале               | Финале       | Детаљи |
| Атлетичар                                                           | Дисциплина   | Лични рекорд | Резултат      | Место              | Резултат             | Место                | Резултат             | Место        | Детаљи |
| ------------------------------------------------------------------- | ------------ | ------------ | ------------- | ------------------ | -------------------- | -------------------- | -------------------- | ------------ | ------ |
| Валентин Кругљаков                                                  | 400 м        | 46,82        | 47,70         | 2. у гр. 4 КВ      | 47,24                | 5. у пф. 3           | Није се пласирао     | 13 / 31 (32) |        |
| Максим Александренко                                                | 400 м        | 46,82        | 47,78         | 4. у гр. 2 кв      | 49,76                | 6. у пф. 1 кв        | Није се пласирао     | 17 / 31 (32) |        |
| Јегор Николајев                                                     | 1.500 м      | 3:39,92      | 3:43,33       | 7 у гр. 2          |                      |                      | Није се пласирао     | 11 / 23      |        |
| Константин Шабанов                                                  | 60 м препоне | 7,52         | 7,72          | 3. у гр. 1 КВ      | 7,67                 | 4. у пф, 1 КВ        | 7,60                 | 5 / 29 (32)  |        |
| Јевгениј Борисов                                                    | 60 м препоне | 7,44         | 7,88          | 4. у гр. 3         | Није се квалификовао | Није се квалификовао | Није се квалификовао | 20 / 29 (32) |        |
| Сергеј Петухов Валентин Кругљаков1 Семјен Голубјев Владислав Фролов | 4 х 400 м    | 3:04,82 НР   | 3:08,43       | 4. у гр. 2 КВ, НРС |                      |                      | 3:07,35 НРС          | 5 / 12       |        |
| Иван Ухов                                                           | Скок увис    | 2,40 НР      | 2,29          | 8. кв              | 2,31                 |                      |                      |              |        |
| Андреј Силнов                                                       | Скок увис    | 2,37         | 2,29          | 9. кв              | 2,33                 |                      |                      |              |        |
| Дмитриј Стародупцев                                                 | Скок удаљ    | 5,90         |               |                    | 5,50                 | 9 / 10               |                      |              |        |
| Александар Мењков                                                   | Скок удаљ    | 8,24         | 7,98          | 5 кв               | 8,22                 |                      |                      |              |        |
| Љукман Адамс                                                        | Троскок      | 17,32        | 17,04         | 3 КВ               | 17,36 ЛР             |                      |                      |              |        |
| Иван Јушков                                                         | Бацање кугле | 20,61        | 20,14         | 7 кв               | 20,10                | 8 / 23               |                      |              |        |
| Максим Сидоров                                                      | Бацање кугле | 20,98        | 20,04         | 8. кв              | 20,78                | 5 / 23               |                      |              |        |

- Такмичари обележени бројем учествовали су у више дисциплина.

Седмобој
| Дисциплина   | Артем Лукјаненко | Артем Лукјаненко | Артем Лукјаненко | Артем Лукјаненко | Артем Лукјаненко | Артем Лукјаненко |
| Дисциплина   | Лич. рек.        | Резултат         | Бод.             | Плас.            | Укупно           | Плас.            |
| ------------ | ---------------- | ---------------- | ---------------- | ---------------- | ---------------- | ---------------- |
| 60 м         | 6,99             | 7,07             | 858              | 4                |                  |                  |
| Скок удаљ    |                  | 7,38 ЛР          | 905              | 4                | 1.763            | 3.               |
| Бацање кугле | 15,05            | 14,35            | 750              | 5                | 2.513            | 3.               |
| Скок увис    | 2,06             | 1,97             | 776              | =6               | 3.289            | 3.               |
| 60 м препоне | 7,78             | 8,13             | 949              | 3.               | 4.238            | 3.               |
| Скок мотком  |                  | 5,00 ЛР          | 910              | 2                | 5.148            | 3.               |
| 1.000 м      |                  | 2:44,82 ЛР       | 821              | 5.               |                  |                  |
| Седмобој     | 6,071            |                  |                  |                  | 5.969            |                  |

| Дисциплина   | Иља Шкурењов | Иља Шкурењов | Иља Шкурењов | Иља Шкурењов | Иља Шкурењов | Иља Шкурењов |
| Дисциплина   | Лич. рек.    | Резултат     | Бод.         | Плас.        | Укупно       | Плас.        |
| ------------ | ------------ | ------------ | ------------ | ------------ | ------------ | ------------ |
| 60 м         | 7,04         | 7,39         | 749          | 7            |              |              |
| Скок удаљ    | 7,50         | 7,50 =ЛР     | 935          | 3            | 1.684        | 5.           |
| Бацање кугле |              | 13,39 ЛР     | 691          | 8            | 2.375        | 6.           |
| Скок увис    | 2,06         | 2,03         | 831          | 5.           | 3.206        | 6.           |
| 60 м препоне | 8,06         | 8,10         | 957          | 2.           | 4.163        | 6.           |
| Скок мотком  | 5,20         | 4,90         | 880          | 3.           | 5.043        | 4            |
| 1.000 м      |              | 2:41,66 ЛР   | 855          | 2            |              |              |
| Седмобој     | 5.985        |              |              |              | 5.898        | 4 / 8        |

### Жене
| Атлетичарка                                                             | Дисциплина   | Лични рекорд | Квалификације                                                              | Квалификације                                                              | Полуфинале                                                                 | Полуфинале                                                                 | Финале                                                                     | Финале                                                                     | Детаљи |
| Атлетичарка                                                             | Дисциплина   | Лични рекорд | Резултат                                                                   | Место                                                                      | Резултат                                                                   | Место                                                                      | Резултат                                                                   | Место                                                                      | Детаљи |
| ----------------------------------------------------------------------- | ------------ | ------------ | -------------------------------------------------------------------------- | -------------------------------------------------------------------------- | -------------------------------------------------------------------------- | -------------------------------------------------------------------------- | -------------------------------------------------------------------------- | -------------------------------------------------------------------------- | ------ |
| Јекатерина Филатова                                                     | 60 м         | 7,25         | 7,49                                                                       | 4. у гр. 7                                                                 | Није се квалификовала                                                      | Није се квалификовала                                                      | Није се квалификовала                                                      | 30 / 62 (64)                                                               |        |
| Александра Федорива                                                     | 400 м        | 51,18        | 53,26                                                                      | 1. у гр. 4 КВ                                                              | 51,79                                                                      | 2 у пф. 3 КВ                                                               | 51,76                                                                      |                                                                            |        |
| Ирина Давидова                                                          | 400 м        | 51,94        | 53,58                                                                      | 2. у гр. 6 КВ                                                              | 53,02                                                                      | 4 у пф. 2                                                                  | Није се квалификовала                                                      | 10 / 30 (32)                                                               |        |
| Јелена Котулска                                                         | 800 м        | 1:59,63      | 1:59,80                                                                    | 1. у гр. 3. КВ                                                             |                                                                            |                                                                            | 2:00,67                                                                    | 5 / 17 (19)                                                                |        |
| Јулија Русанова                                                         | 800 м        | 1:58,14      | Дисквалификована                                                           | Дисквалификована                                                           | Дисквалификована                                                           | Дисквалификована                                                           | Дисквалификована                                                           | Дисквалификована                                                           |        |
| Јелена Аржакова                                                         | 1.500 м      | 4:08.1       | Дисквалификована због допинга Архивирано на веб-сајту (29. септембар 2020) | Дисквалификована због допинга Архивирано на веб-сајту (29. септембар 2020) | Дисквалификована због допинга Архивирано на веб-сајту (29. септембар 2020) | Дисквалификована због допинга Архивирано на веб-сајту (29. септембар 2020) | Дисквалификована због допинга Архивирано на веб-сајту (29. септембар 2020) | Дисквалификована због допинга Архивирано на веб-сајту (29. септембар 2020) |        |
| Кристина Халејева                                                       | 3.000 м      | 8:57,37      | 9:07,13                                                                    | 8. у гр. 2                                                                 |                                                                            |                                                                            | Није се квалификовала'                                                     | 9 / 21                                                                     |        |
| Јулија Васиљева                                                         | 3.000 м      | 8:53,02      | 9:17,60                                                                    | 9. у гр. 1                                                                 | Није се квалификовала'                                                     | 19 / 21                                                                    |                                                                            |                                                                            |        |
| Јекатерина Галицка                                                      | 60 м препоне | 8,04         | 8,40                                                                       | 3. у гр. 2 КВ                                                              | 8,26                                                                       | 8. у пф 1.                                                                 | Није се квалификовала                                                      | 15 / 28 (31)                                                               |        |
| Светлана Топилина                                                       | 60 м препоне | 8,08         | 8,20                                                                       | 4. у гр. 3 кв                                                              | 8,32                                                                       | 8. у пф. 2                                                                 | Није се квалификовала                                                      | 16 / 28 (31)                                                               |        |
| Јулија Гушчина Ксенија Усталова Марина Карнаушенко Александра Федорива1 | 4 х 400 м    | 3:23,37 НР   |                                                                            |                                                                            |                                                                            |                                                                            | 3:29,55 НРС                                                                |                                                                            |        |
| Ана Чичерова                                                            | Скок увис    | 2,06 НР      | 1,95                                                                       | =1. КВ                                                                     | 1,95                                                                       |                                                                            |                                                                            |                                                                            |        |
| Ирина Гордејева                                                         | Скок увис    | 2,01         | 1,92                                                                       | 9.                                                                         | Није се квалификовала                                                      | 9 / 18 (21)                                                                |                                                                            |                                                                            |        |
| Јелена Исинбајева                                                       | Скок мотком  | 5,01 СР      |                                                                            |                                                                            | 4,80                                                                       |                                                                            |                                                                            |                                                                            |        |
| Анастасија Савченко                                                     | Скок мотком  | 4,71         | 4,45                                                                       | 10 / 14 (16)                                                               |                                                                            |                                                                            |                                                                            |                                                                            |        |
| Дарија Клишина                                                          | Скок удаљ    | 6,86         | 6,65                                                                       | 5. КВ                                                                      | 6,85                                                                       | 4 / 19 (20)                                                                |                                                                            |                                                                            |        |
| Јелена Соколова                                                         | Скок удаљ    | 6,88         | 6,58                                                                       | 2. КВ                                                                      | Није се квалификовала                                                      | 10 / 19 (20)                                                               |                                                                            |                                                                            |        |
| Ана Крилова                                                             | Троскок      | 14,39        | 14,27                                                                      | 1. у гр. Б кв                                                              | 14,21                                                                      | 6 / 28 (30)                                                                |                                                                            |                                                                            |        |
| Викторија Ваљукјевич                                                    | Троскок      | 14,74        | 14,00                                                                      | 6 у гр. А                                                                  | Није се квалификовала                                                      | 10 / 28 (30)                                                               |                                                                            |                                                                            |        |
| Јевгенија Колодко                                                       | Бацање кугле | 19,97        | 18,52                                                                      | 7. кв                                                                      | 18,57                                                                      | 7 / 17 (18)                                                                |                                                                            |                                                                            |        |
| Ирина Тарасова                                                          | Бацање кугле | 19,47        | 18,57                                                                      | 6 кв                                                                       | 18,54                                                                      | 8 / 17 (18)                                                                |                                                                            |                                                                            |        |

петобој
| Дисциплина   | Татјана Чернова | Татјана Чернова | Татјана Чернова | Татјана Чернова | Татјана Чернова | Татјана Чернова |
| Дисциплина   | Лич. рек.       | Резултат        | Бод.            | Плас.           | Укупно          | Плас.           |
| ------------ | --------------- | --------------- | --------------- | --------------- | --------------- | --------------- |
| 60 м препоне | 8,02            | 8,29            | 1.064           | 2.              |                 |                 |
| Скок увис    | 1,86            | 1,84 ЛРС        | 1.029           | 4               | 2.093           | 3.              |
| Бацање кугле | 14,54           | 13,90 ЛРС       | 787             | 6               | 2.880           | 5.              |
| Скок удаљ    | 6,72            | 6,25            | 927             | 5.              | 3.807           | 4.              |
| 800 м        | 2:10,10         | 2:13,23 ЛРС     | 918             | 4               |                 |                 |
| Петобој      | 4.855           |                 |                 |                 | 4,725 ЛРС       | 5 / 8           |

| Дисциплина   | Јекатерина Бољшова | Јекатерина Бољшова | Јекатерина Бољшова | Јекатерина Бољшова | Јекатерина Бољшова | Јекатерина Бољшова |
| Дисциплина   | Лич. рек.          | Резултат           | Бод.               | Плас.              | Укупно             | Плас.              |
| ------------ | ------------------ | ------------------ | ------------------ | ------------------ | ------------------ | ------------------ |
| 60 м препоне | 8,41               | 8,62               | 991                | 7.                 |                    |                    |
| Скок увис    | 1,92               | 1,87               | 1.067              | 4.                 | 2.058              | 6.                 |
| Бацање кугле | 13,79              | 12,07              | 666                | 8.                 | 2.724              | 8.                 |
| Скок удаљ    |                    | 6,52 ЛР            | 1,014              | 2.                 | 3.738              | 5                  |
| 800 м        |                    | 2:14,43            | 901                | 6.                 |                    |                    |
| Петобој      | 4,896              |                    |                    |                    | 4.639              | 6 / 8              |